# Marx Reloaded
Marx Reloaded je dokumentarni film koji se bavi značajem ideja nemačkog socijaliste i filozofa Karla Marksa za razumevanje globalne ekonomsko-finansijske krize.
Snimljen prema scenariju i u režiji Džejsona Barkera, iskusnog pisca, predavača, prevodioca i doktora filozofije, Marx Reloaded donosi intervjue sa vodećim svetskim poznavaocima marksizma poput Norberta Bolca, Miše Brumlika, Džona Greja, Majkla Harta, Antonija Negrija, Nine Pauer, Žaka Ransjera, Petera Sloterdajka, Alberta Toskana i Slavoja Žižeka, među kojima se nalaze i predvodnici obnove marksističkih i komunističkih ideja. Film takođe sadrži i intervjue sa vodećim skepticima prema povratku marksizmu, kao i pitke animirane sekvence koje prikazuju Marksove avanture kroz matriks sopstvenih ideja.

## Spoljašnje veze
- Marx Reloaded на веб-сајту  (језик: енглески)
- — Zvanična prezentacija (језик: енглески) (језик: српски) (језик: немачки) (језик: француски)